# Hamza Touba
Hamza Touba (Neuss, 6 de noviembre de 1991) es un deportista alemán que compitió en boxeo. En los Juegos Europeos de Bakú 2015 obtuvo una medalla de bronce en el peso mosca.

## Palmarés internacional
| Juegos Europeos | Juegos Europeos   | Juegos Europeos   | Juegos Europeos |
| Año             | Lugar             | Medalla           | Categoría       |
| --------------- | ----------------- | ----------------- | --------------- |
| 2015            | Bakú (Azerbaiyán) | Medalla de bronce | 52 kg           |